# Johan Van Heurne
Johan Van Heurne, latinisé en Joannes Heurnius, né le 4 février 1543 à Utrecht et mort le 11 aout 1601 à Leyde, est un médecin et philosophe naturel néerlandais.

## Biographie
D’une ancienne et illustre famille, Van Heurne, après avoir montré peu d’aptitude pour les sciences jusqu’à l’âge de quinze ans, quoiqu’il étudiât avec beaucoup de zèle, il montra des dispositions et des aptitudes extraordinaires pour la médecine, qu’il étudia, à l’université de Leyde, puis à Paris, sous Jean Duret, et enfin sous Girolamo Fabrizi à l’université de Padoue où il fut examiné par ce dernier et Pierre de La Ramée pour l’obtention, en 1566, de son doctorat en médecine. L’un des professeurs de Padoue voulut lui céder sa chaire, et lui donner sa fille en mariage, mais il dut quitter précipitamment et secrètement l’Italie, pour avoir donné quelque preuve de calvinisme.
À son retour à Utrecht, il se déclara ouvertement protestant et on lui proposa plusieurs charges, qui l’auraient éloigné de la profession de la médecine. Il fut ainsi quelque temps échevin, mais son penchant l’emporta, et il devint médecin du comte d’Egmond et de Noircarmes, gouverneur de la province d’Utrecht pour les Espagnols, ce qui lui permit d’échapper aux périls que couraient les protestants pendant les guerres de religion. Ayant guéri ce seigneur d’une jaunisse dont personne n’avait pu saisir la cause, il acquit une réputation qui le fit nommer professeur de médecine à l’université de Leyde, en 1581, et médecin de Maurice de Nassau. Sa réputation augmenta encore, lorsqu’il eut guéri la princesse Émilie, sœur de ce stathouder, qui voulait se laisser mourir de faim par amour pour le prince Emmanuel de Portugal.
Heurnius fut également le médecin de la plupart des grands seigneurs des Pays-Bas. Son enseignement attira un grand nombre d’étudiants à l’université de Leyde où il fut le premier à pratiquer des démonstrations anatomiques sur des cadavres humains. Il succomba à une rétention d’urine causée par des calculs rénaux, dont il souffrit beaucoup pendant plus de deux ans. Il avait écrit sur la grande comète de 1577, à l’époque où il était médecin à Utrecht. Il avait lu si souvent Hippocrate, qu’il le savait tout par cœur. Il passait pour un homme également savant et poli, qui joignait à une connaissance exacte de la médecine, celle de la littérature. Son fils, Otto Van Heurne, dit Othon Heurnius (1577-1650), a enseigné la philosophie et la médecine à Leyde.

## Publications
- Institutiones medicinæ, Leyde, François Rapheleng, 1609.
- Modus ratioque studendi eorum, qui medicinae operam suam dicarunt, Leyde, 1592, in-8°.Cet ouvrage contient d’ailleurs quelques observations anatomiques.
- Praxis novœ medic. lib. III, 1587 et 1690, in-8°.
- Demorbis humani capitis, 1594, in-4°; Leyde, 1602.
- De morbis novis et mirandis, Epistola ; De morbis mulierum ; De humanafelicitate, 1607, in-4°; De morbis ventriculi.On y a joint : Responsum nullum esse aquœinnatationem lamiarum indicium, item Oratio de medicinæ origine. Œsculapidum et Hippocratis stirpe ac scriptis, 1609, in-4°.
- In Hippocratis de hominis natura libros II Commentar., 1609, in-4°.C’est un des meilleurs commentaires d’Hippocrate. Item, In libros IV de vietus ratione in morbis acutis, 1609, in-4°.

Tous les ouvrages de van Heurne sont réédités par son fils Othon en 1609 à Leyde à l'imprimerie de Plantin, en 11 volumes  in-quarto ; ils sont réimprimés en 1658 à Lyon, en 1 volume in-folio.

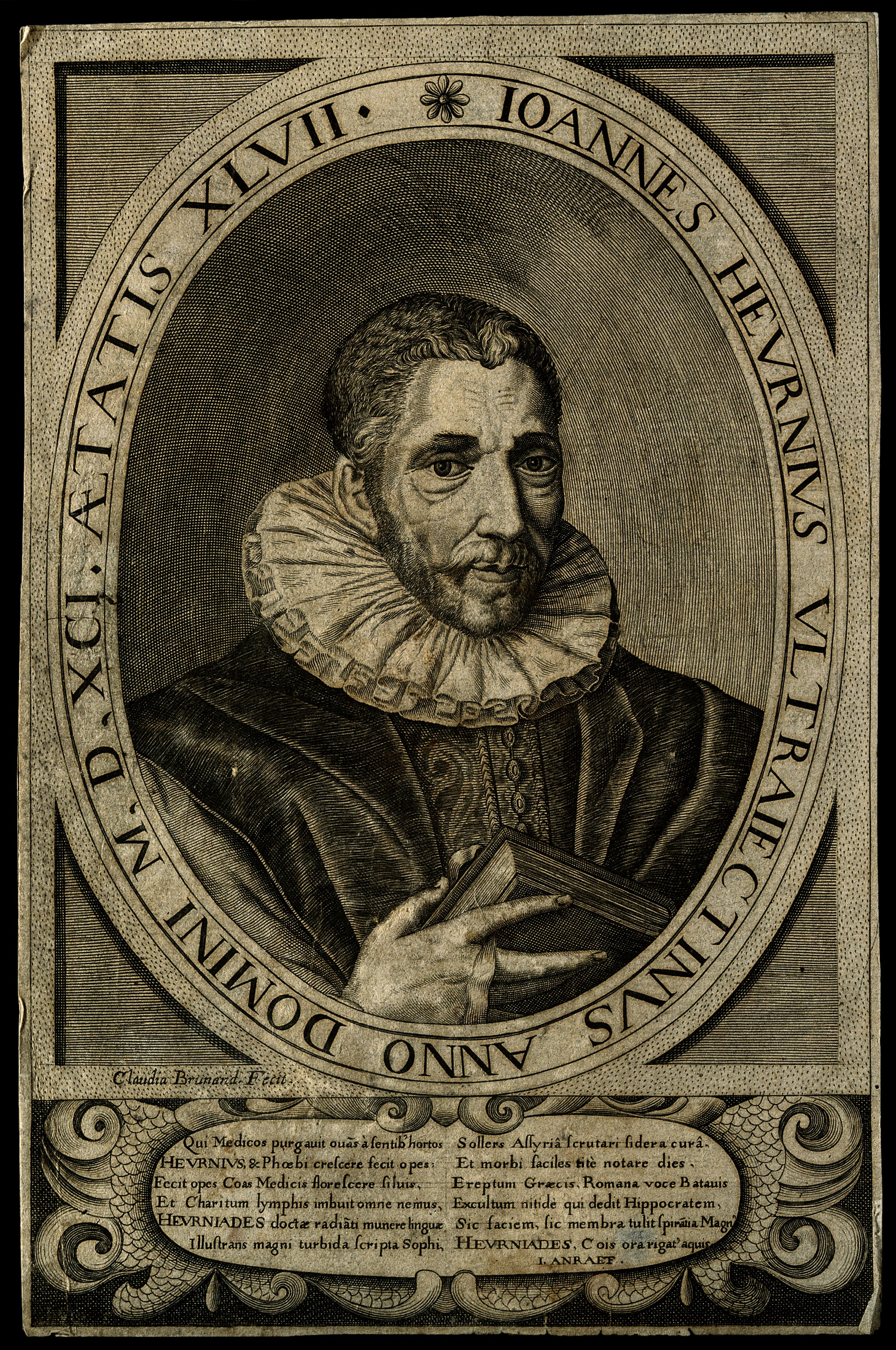
Claudine Brunand, Portrait gravé de Johan Van Heurne, en frontispice des Opera omnia, Lyon, J. A. Huguetan et M. A. Ravaud, 1658.

### Sources bibliographiques
- « Johan Van Heurne », dans Louis-Gabriel Michaud, Biographie universelle ancienne et moderne : histoire par ordre alphabétique de la vie publique et privée de tous les hommes avec la collaboration de plus de 300 savants et littérateurs français ou étrangers, 2e édition, 1843-1865 [détail de l’édition]
- François-Xavier Feller et Charles Weiss, Biographie universelle : Dictionnaire historique des hommes qui se sont fait un nom par leur génie, leurs talents, leurs vertus, leurs erreurs ou leurs crimes, t. 4, Paris, J. Leroux ; Jouby, 1848, 649 p. (lire en ligne), p. 398.